# Adachi

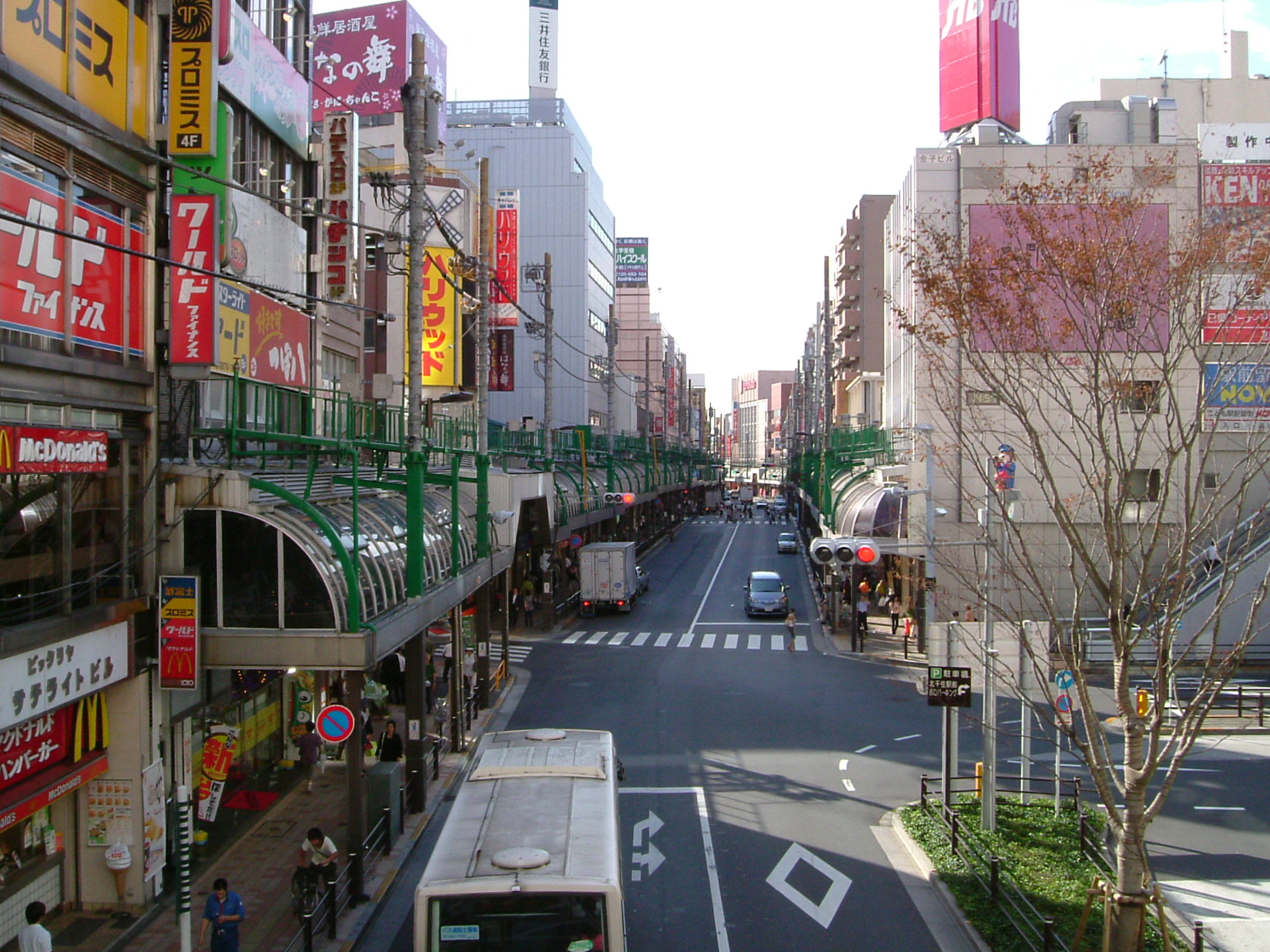
Utanför Kita-Senju station i Adachi

Adachi (japanska: 足立区?, Adachi-ku) är en stadsdelskommun i norra Tokyo som bildades 1932 ur delar av Södra Adachi-distriktet (南足立郡, Minamiadachi-gun).
Regissören Kitano Takeshi är född i Umejima i Adachi.

## Borgmästare
- Furushō Tadashi, 21 september 1980–1996
- Manzō Yoshida, september 1996–13 maj 1999
- Tsunetoshi Suzuki, 20 juni 1999–19 juni 2007
- Yayoi Kondō, 20 juni 2007–

Denna lista hämtas från Wikidata. Informationen kan ändras där.